# چیویتلا آلفدنا
چیویتلا آلفدنا (به ایتالیایی: Civitella Alfedena) یک کومونه در ایتالیا است که در استان لاکویلا واقع شده‌است.

## خصوصیات
چیویتلا آلفدنا ۲۹٫۴۷ کیلومترمربع مساحت و ۲۹۵ نفر جمعیت دارد و ۱٬۱۲۳ متر بالاتر از سطح دریا واقع شده‌است.

## خواهرخوانده
شهر کانال سان بووو خواهرخواندهٔ چیویتلا آلفدنا هست.